# Széchenyi liget (Békéscsaba)
A Széchenyi liget Békéscsaba belvárosi ligete. Nyugatról az Élővíz-csatorna, délről a Kórház utca, keletről a Békéscsabai Előre stadionja, északról az izraelita temető és az új zsinagóga határolja. Területe mintegy 0,5 km2. Élővíz-csatorna sétány vadgesztenye- és tölgyfái néven helyi jelentőségű természetvédelmi terület.

## Története
A liget területén a 18. század végén, II. József uralkodása idején epreskert volt, majd a 19. században temetőt alakítottak ki, amelyet 1850-ben elköltöztettek. Az újonnan parkosított területet, ahol 1861-ben egy söröző és egy gőzfürdő is megnyitotta a kapuit, a korabeliek a „város mulató erdőcskéjének” nevezték. Hivatalos neve 1860-tól volt Széchenyi-liget.[forrás?] Később Sétakertnek és Népkertnek is hívták.[forrás?]
Az 1865-ben a békéscsabai Sztraka Ernő tervei alapján átrendezett liget már oktatási célokat is szolgált: a város iskolái természetismeret tanórákat tarthattak benne a szabad ég alatt. Ugyanekkor a pavilonokat is felújították a szintén helyi mérnök, Ádám Gusztáv elképzelései szerint.
1876-ban elkezdődött a növényzet újratelepítése, és egy üvegház is helyet kapott a parkban. 1879-ben itt épült meg az Élővíz-csatorna második hídja, az ún. „Vashíd”.[forrás?]
Az 1888. évi árvíz jelentős károkat okozott, a növények nagy része elpusztult, a vendéglő és a fürdő használhatatlanná vált. A ma látható fák nagy része és a sétautak hálózata az árvizet követő újjáépítés során került a ligetbe.
A Kádár-korszak első felében a park nagyon népszerű volt, itt tartották a május 1-jei ünnepeket. Az 1960-as években pár évig egy kisebb állatkert is működött itt. Ekkortájt nyilvánították helyileg védett természetvédelmi területté.
A liget főbejáratánál 1991-ben állították fel a szépen faragott székelykaput, Békéscsaba testvérvárosa, Székelyudvarhely ajándékát.
A 20. század utolsó évtizedeiben egyre rosszabb állapotba kerülő Széchenyi ligetet 2007-ben újította fel a Körösök Völgye Natúrpark Egyesület és a város az Európai Unió támogatásával. A régi növényzet rendezése és új telepítése mellett ökoturisztikai ismeretterjesztő útvonalat alakítottak ki, amelyet gyalogosan és kerékpárral is be lehet járni, az egykori sörházból látogatóközpont lett, a sétautak mentén új utcabútorokat helyeztek el, és a pavilont is felújították. Utóbbiban kiállítások és könyvtár kaptak helyet.